# Ecnomina cohibilis
Ecnomina cohibilis är en nattsländeart som beskrevs av Arturs Neboiss 1982. Ecnomina cohibilis ingår i släktet Ecnomina och familjen trattnattsländor. Inga underarter finns listade i Catalogue of Life.